# Pedro Labarca Prado
Pedro Labarca Prado (Chincolco, Región de Valparaíso, 18 de agosto de 1950-Santiago, 6 de julio de 2019) fue un doctor en biofísica y profesor del Centro de Estudios Científicos en Valdivia, destacado por su experimento de la mosca en vinagre, por el cual le fue otorgado el Premio Nacional de Ciencias Naturales de Chile en 2004.

## Primeros años y estudios
Fue hijo de Víctor Labarca y Olga Prado. En 1975 estudió ciencias en la Universidad de Chile, y ese mismo año trabajó como investigador asociado de la Universidad de Harvard. Obtuvo su doctorado en biofísica de la Universidad Brandeis en 1980.

## Trayectoria
Entre 1980 a 1984, llevó a cabo su educación postdoctoral en la Universidad de California en San Diego, donde publicó distintos artículos mientras era parte de dicha universidad. Desde 1985 hasta 1987 fue profesor visitante en la Pontificia Universidad Católica de Chile, y entre 1987 y 1989 fue asistente de profesor en la Universidad Duke de Carolina del Norte (Estados Unidos). Tras su regreso a Chile en 1990, fue profesor en la Universidad de Chile hasta 2002. En 2004 fue galardonado con el Premio Nacional de Ciencias Naturales de Chile por sus contribuciones en el campo de la neurología.
A partir de 1987, fue colaborador en el Centro de Estudios Científicos, «la costilla de la Universidad de Chile», según sus propias palabras, ubicado en Valdivia, ciudad a la que llamaba «mi patria chica». En 2019 fue jurado del Premio Nacional de Ciencias Naturales.

## Distinciones

### Premios
- Medalla Rectoral de la Universidad de Chile (1996)
- Premio Nacional de Ciencias de Chile (2004)

## Publicaciones
- Labarca (2018). Metagenomic analyses highlight the symbiotic association between the glacier stonefly Andiperla willinki and its bacterial gut community. Willey.
- Labarca (2011). Viability selection on body size in a non-marine ostracod. Springer.
- Labarca (2011). Spatial and temporal analysis of the genetic diversity and population structure of a freshwater ostracod from the high Andean plateau. Springer.
- Labarca (2010). Morphological and molecular analysis of centropagids from the high Andean plateau (Copepoda: Calanoidea). Springer.
- Labarca. A quantitative survey of the aquatic invertebrate community in the "Monumento natural Salar de Surire" on the Chilean Altiplano. Taylor & Francis LTD.
- Labarca (2007). Sp-tetraKCNG: A novel cyclic nucleotide gated K+ channel. Academic Press INC.
- Labarca (2006). Bridging behavior and physiology: Ion-channel perspective on mushroom body-dependent olfactory learning and memory in Drosophila. Willey-Blackwell.
- Labarca (1989). Varieties of calcium-activated potassium channels. Annual Reviews INC.
- Labarca (1984). Acetylcholine-receptor in planar lipid bilayers - characterization of the channel properties of the purified nicotinic acetylcholine-receptor from torpedo californica reconstituted in planar lipid bilayer. Rockefeller University Press.
- Labarca (1983). Desensitization of purified acetylcholine-receptors reconstituted in planar lipid bilayers. Biophysical Society.
- Labarca (1982). Studies on the properties of the purified acetylcholine-receptor reconstituted in planar lipid bilayers. Biophysical Society.
- Labarca. Effect of trans-epithelial voltage (vt) on ena of sodium-transport in toad bladder. Biophysical Society.
- Labarca (1977). Metabolic cost of na-transport in toad bladder.. Biophysical Society.
- Labarca (1976). Does serosal sodium recycle through active-transport system of toad bladder. Biophysical Society.